# Labeobarbus batesii
Labeobarbus batesii és una espècie de peix pertanyent a la família dels ciprínids.

## Descripció
- Fa 43,5 cm de llargària màxima.[1][2]

## Hàbitat
És un peix d'aigua dolça, bentopelàgic i de clima tropical.

## Distribució geogràfica
Es troba a Àfrica: el sud del Camerun, el nord del Gabon, el llac Txad i el Tibesti.

## Observacions
És inofensiu per als humans.